# Ruffey-lès-Echirey
Ruffey-lès-Echirey é uma comuna francesa na região administrativa da Borgonha-Franco-Condado, no departamento de Côte-d'Or. Estende-se por uma área de 11,12 km². Em 2010 a comuna tinha 1 328 habitantes (densidade: 119,4 hab./km²).